# 奥田進一
奥田 進一（おくだ しんいち、1969年 - ）は、日本の法学者。専門は民法、環境法。拓殖大学教授。
1969年、神奈川県川崎市生まれ。芝中学校・高等学校を経て、1993年、早稲田大学法学部を卒業。1995年、早稲田大学大学院法学研究科修士課程修了。2003年、拓殖大学政経学部専任講師、2005年、同助教授、2013年、同教授。放送大学客員教授、西東京市建築紛争審査会委員、日本不動産学会学術委員などを歴任した。
2020年、公益社団法人日本不動産学会著作賞を受賞。2023年、モンゴル国での植林活動の実績から、モンゴル国友好勲章（ナイラムダルメダル）を受賞した。

## 著作
単著
- 『農業法講義』成文堂、2008年
- 『中国の森林をめぐる法政策研究』成文堂、2014年

共編著
- 『環境法へのアプローチ』成文堂、2007年
- 『環境法のフロンティア』成文堂、2015年
- 『法学入門』成文堂、2018年
- 『後藤新平の発想力』成文堂、2011年